# Campeonato Cearense 1983
In 1983 werd het 69ste Campeonato Cearense gespeeld voor clubs uit Braziliaanse staat Ceará. De competitie werd georganiseerd door de FCF en werd gespeeld van 10 april tot 13 december. Fortaleza werd kampioen.

## Eerste toernooi

### Eerste fase

#### Groep Capital
| Plaats | Club           | Wed. | W | G | V | Saldo | Ptn. |
| ------ | -------------- | ---- | - | - | - | ----- | ---- |
| 1.     | Fortaleza      | 5    | 4 | 1 | 0 | 12:5  | 9    |
| 2.     | Ferroviário    | 5    | 2 | 3 | 0 | 9:7   | 7    |
| 3.     | Ceará          | 5    | 3 | 0 | 2 | 6:6   | 6    |
| 4.     | Tiradentes     | 5    | 2 | 1 | 2 | 8:8   | 5    |
| 5.     | Calouros do Ar | 5    | 1 | 1 | 3 | 5:8   | 3    |
| 6.     | América        | 5    | 0 | 0 | 5 | 8:14  | 0    |

|  | Geplaatst voor tweede fase, krijgt daar één bonuspunt |
|  | Geplaatst voor tweede fase                            |

#### Groep Interior
| Plaats | Club                | Wed. | W | G | V | Saldo | Ptn. |
| ------ | ------------------- | ---- | - | - | - | ----- | ---- |
| 1.     | Guarani de Juazeiro | 6    | 4 | 1 | 1 | 8:4   | 9    |
| 2.     | Icasa               | 6    | 3 | 1 | 2 | 10:4  | 7    |
| 3.     | Guarany de Sobral   | 6    | 2 | 1 | 3 | 6:8   | 5    |
| 4.     | Quixadá             | 6    | 1 | 1 | 4 | 3:11  | 3    |

|  | Geplaatst voor tweede fase, krijgt daar één bonuspunt |
|  | Geplaatst voor tweede fase                            |

### Tweede fase
| Plaats | Club                | Wed. | W | G | V | Saldo | Ptn. |
| ------ | ------------------- | ---- | - | - | - | ----- | ---- |
| 1.     | Fortaleza           | 10   | 6 | 4 | 0 | 16:9  | 17   |
| 2.     | Ferroviário         | 10   | 3 | 6 | 1 | 16:13 | 12   |
| 3.     | Icasa               | 10   | 2 | 5 | 3 | 9:11  | 9    |
| 4.     | Guarani de Juazeiro | 10   | 1 | 6 | 3 | 9:12  | 9    |
| 5.     | Ceará               | 10   | 2 | 4 | 4 | 12:13 | 8    |
| 6.     | Tiradentes          | 10   | 2 | 3 | 5 | 10:14 | 7    |

|  | Geplaatst voor finale |

## Tweede toernooi

### Eerste fase

#### Groep Capital
| Plaats | Club           | Wed. | W | G | V | Saldo | Ptn. |
| ------ | -------------- | ---- | - | - | - | ----- | ---- |
| 1.     | Ceará          | 5    | 3 | 2 | 0 | 12:3  | 8    |
| 2.     | Fortaleza      | 5    | 3 | 1 | 1 | 13:4  | 7    |
| 3.     | América        | 5    | 2 | 1 | 2 | 7:6   | 5    |
| 4.     | Ferroviário    | 5    | 2 | 1 | 2 | 7:8   | 5    |
| 5.     | Calouros do Ar | 5    | 2 | 0 | 3 | 4:15  | 4    |
| 6.     | Tiradentes     | 5    | 0 | 1 | 4 | 2:9   | 1    |

|  | Geplaatst voor tweede fase, krijgt daar één bonuspunt |
|  | Geplaatst voor tweede fase                            |

#### Groep Interior
| Plaats | Club                | Wed. | W | G | V | Saldo | Ptn. |
| ------ | ------------------- | ---- | - | - | - | ----- | ---- |
| 1.     | Guarany de Sobral   | 6    | 3 | 2 | 1 | 10:4  | 8    |
| 2.     | Icasa               | 6    | 3 | 2 | 1 | 4:4   | 8    |
| 3.     | Guarani de Juazeiro | 6    | 2 | 1 | 3 | 6:9   | 5    |
| 4.     | Quixadá             | 6    | 1 | 1 | 4 | 5:8   | 3    |

|  | Geplaatst voor tweede fase, krijgt daar één bonuspunt |
|  | Geplaatst voor tweede fase                            |

### Tweede fase
| Plaats | Club              | Wed. | W | G | V | Saldo | Ptn. |
| ------ | ----------------- | ---- | - | - | - | ----- | ---- |
| 1.     | Fortaleza         | 10   | 7 | 1 | 2 | 19:8  | 15   |
| 2.     | Ferroviário       | 10   | 5 | 4 | 1 | 11:8  | 14   |
| 3.     | Ceará             | 10   | 4 | 3 | 3 | 11:9  | 12   |
| 4.     | Guarany de Sobral | 10   | 4 | 1 | 5 | 10:13 | 10   |
| 5.     | Icasa             | 10   | 4 | 1 | 5 | 12:11 | 9    |
| 6.     | América           | 10   | 0 | 2 | 8 | 7:21  | 2    |

|  | Geplaatst voor finale |

## Derde toernooi

### Eerste fase

#### Groep Capital
| Plaats | Club           | Wed. | W | G | V | Saldo | Ptn. |
| ------ | -------------- | ---- | - | - | - | ----- | ---- |
| 1.     | Ceará          | 5    | 4 | 1 | 0 | 13:1  | 9    |
| 2.     | Tiradentes     | 5    | 4 | 0 | 1 | 7:3   | 8    |
| 3.     | Fortaleza      | 5    | 2 | 2 | 1 | 7:4   | 6    |
| 4.     | Ferroviário    | 5    | 2 | 1 | 2 | 12:7  | 5    |
| 5.     | Calouros do Ar | 5    | 1 | 0 | 4 | 5:12  | 2    |
| 6.     | América        | 5    | 0 | 0 | 5 | 2:19  | 0    |

|  | Geplaatst voor tweede fase, krijgt daar één bonuspunt |
|  | Geplaatst voor tweede fase                            |

#### Groep Interior
| Plaats | Club                | Wed. | W | G | V | Saldo | Ptn. |
| ------ | ------------------- | ---- | - | - | - | ----- | ---- |
| 1.     | Guarani de Juazeiro | 6    | 2 | 2 | 2 | 6:6   | 6    |
| 2.     | Quixadá             | 6    | 2 | 2 | 2 | 4:4   | 6    |
| 3.     | Icasa               | 6    | 1 | 4 | 1 | 4:4   | 6    |
| 4.     | Guarany de Sobral   | 6    | 1 | 4 | 1 | 2:2   | 6    |

|  | Geplaatst voor tweede fase, krijgt daar één bonuspunt |
|  | Geplaatst voor tweede fase                            |

### Tweede fase
| Plaats | Club              | Wed. | W | G | V | Saldo | Ptn. |
| ------ | ----------------- | ---- | - | - | - | ----- | ---- |
| 1.     | Ferroviário       | 10   | 7 | 3 | 0 | 16:5  | 17   |
| 2.     | Guarany de Sobral | 10   | 5 | 4 | 1 | 17:5  | 14   |
| 3.     | Ceará             | 10   | 4 | 3 | 3 | 9:7   | 12   |
| 4.     | Icasa             | 10   | 1 | 6 | 3 | 10:14 | 9    |
| 5.     | Fortaleza         | 10   | 1 | 6 | 3 | 6:8   | 8    |
| 6.     | Tiradentes        | 10   | 0 | 2 | 8 | 5:24  | 2    |

|  | Geplaatst voor finale |

## Finale
|                    |           |       |             |  |
| 13 december Finale | Fortaleza | 2 – 0 | Ferroviário |  |
| 13 december Finale |           |       |             |  |

## Kampioen
| Campeonato Cearense de 1983    |
| Ceará                          |
| ------------------------------ |
| FORTALEZA Kampioen (26° titel) |